# Hermann Korner
Hermann Korner (* um 1365 in Lübeck; † 1438 ebenda) war ein Mönch, Geschichtsschreiber und Lesemeister. Als Lübecker Chronist verfasste er die Chronica novella.

## Leben
Hermann Korner war möglicherweise Söldnerunterführer, bevor er Ende des 14. Jahrhunderts Mönch bei den Dominikanern und im Jahr 1417 Lesemeister im Burgkloster wurde. Im vorgerückten Alter nahm er 1431 bis 1435 noch ein Studium an der Universität Erfurt auf und promovierte an der Theologischen Fakultät.
Ab 1416 verfasste er seine Chronica novella in mehreren Ausgaben, zunächst auf Latein, dann auch auf Mittelniederdeutsch, deren Abschriften jeweils voneinander abwichen, da sie von ihm „verfeinert“ wurden. Dargestellt wird in Latein wie in niederdeutscher Sprache versionsabhängig die Geschichte von der Schöpfung bis in das Jahr 1435. Nach Ansicht der neueren Forschung hat er wesentlich zur Legendenbildung um Klaus Störtebeker beigetragen. 
Seine Chronik diente wohl mehreren anderen Chronisten als Grundlage und wird bereits von den Historikern des 19. Jahrhunderts kontrovers beurteilt. Johann Martin Lappenberg und Georg Waitz hoben den Wert der Chronik hervor, nach Waitz bauen die Fortsetzungen der Detmar-Chronik und die sogenannte Rufus-Chronik auf der Kenntnis der Kornerschen Chronik auf. Skepsis überwog bei Ferdinand Heinrich Grautoff und Ottokar Lorenz. Letzterer sprach von einem „Welthistoriker mit lokaler Tendenz“. Für die Forschung überwiegt daher der literarische Wert der Chronik.

## Werke
- Chronica Novella
  - Prima Pars, Stadtbibliothek Lübeck Ms. Lub. 2° 8  (Digitalisat)
  - Secunda Pars, Stadtbibliothek Lübeck Ms. Lub. 2° 9

### Ausgabe
- Jakob Schwalm (Hrsg.): Die Cronica Novella des Hermann Korner. Göttingen 1895 (Digitalisat des Exemplars der UB Marburg)